# Pastoreo nómada
El pastoreo nómada es una forma de pastoricia cuando el ganado se arrea para encontrar pastos frescos en los que pastar. Los verdaderos nómadas siguen un patrón de movimiento irregular, en contraste con la trashumancia donde los pastos estacionales son fijos. Sin embargo, esta distinción a menudo no se observa y el término nómada se usa para ambos —en casos históricos, la regularidad de los movimientos a menudo se desconoce en cualquier caso. El ganado pastoreado incluye vacas, búfalos, yaks, llamas, ovejas, cabras, renos, caballos, burros o camellos, o mezclas de especies. El pastoreo nómada se practica comúnmente en regiones con poca tierra cultivable, típicamente en países en vías de desarrollo, especialmente en las tierras esteparias al norte de la zona agrícola de Eurasia. De los aproximadamente 30-40 millones de pastores nómadas en todo el mundo, la mayoría se encuentra en Asia central y la región del Sahel en África del Norte y Occidental, como los pueblos fulani, tuareg y tubu, y algunos también en Oriente Medio, como los beduinos, y en otras partes de África, como Nigeria y Somalia. El aumento de la población puede provocar el sobrepastoreo de la zona y la desertificación si no se permite que las tierras se recuperen por completo entre un período de pastoreo y el siguiente. El aumento del cercamiento y vallado de la tierra ha reducido la cantidad de terreno para esta práctica. Existe una gran incertidumbre sobre la medida en que las diversas causas de degradación afectan a los pastizales, identificándose causas que incluyen pastoreo excesivo, minería, recuperación agrícola, plagas y roedores, propiedades del suelo, actividad tectónica y cambio climático. Al mismo tiempo, se sostiene que algunos, como el pastoreo excesivo y el exceso de ganado, pueden estar sobrevalorados, mientras que otros, como el cambio climático, la minería y la recuperación agrícola, pueden estar subestimados. En este contexto, también existe incertidumbre sobre el efecto a largo plazo del comportamiento humano en los pastizales en comparación con factores abióticos.

## Origen

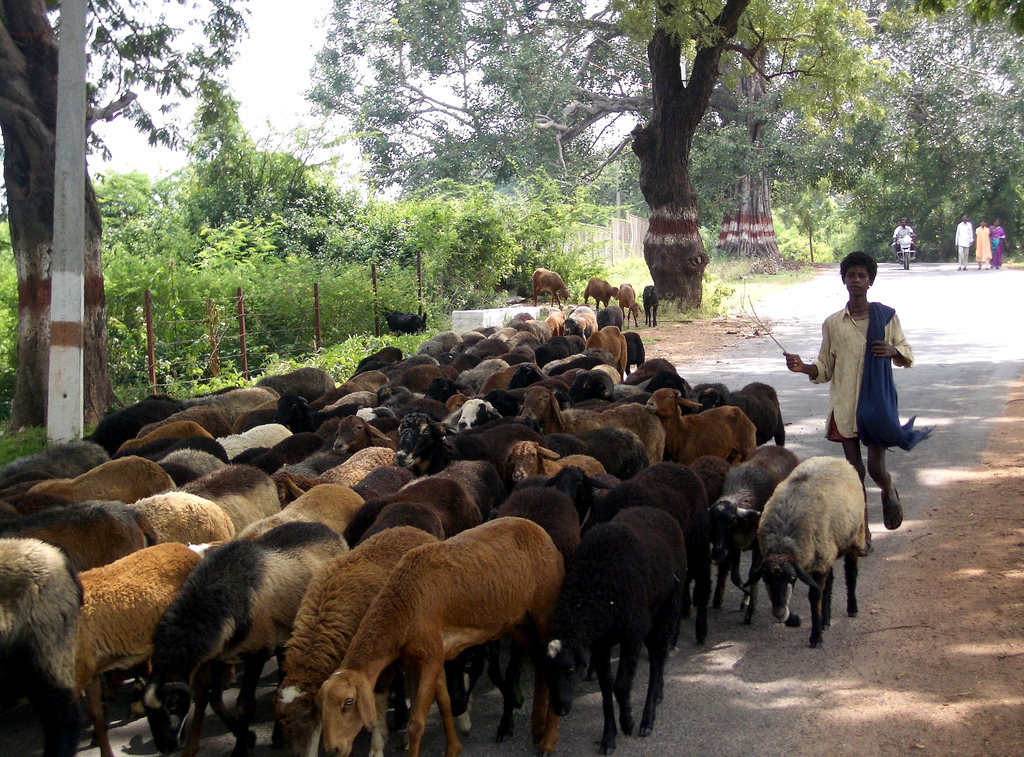
Un niño arreando un rebaño de ovejas en la India

El pastoreo nómada fue el resultado de la revolución neolítica y el auge de la agricultura. Durante esa revolución, los humanos comenzaron a domesticar animales y plantas como alimento y comenzaron a formar ciudades. El nomadismo por lo general ha existido en simbiosis con esas culturas asentadas que comercian con productos animales (carne, pieles, lana, queso y otros productos animales) por artículos manufacturados no producidos por los pastores nómadas. Henri Fleisch sugirió tentativamente que la industria de pastoreos neolíticos del Líbano puede datar del Epipaleolítico y que puede haber sido utilizada por una de las primeras culturas de pastores nómadas en el valle de la Becá. Andrew Sherratt demuestra que «las primeras poblaciones agrícolas utilizaban el ganado principalmente para la carne, y que se exploraron otras aplicaciones a medida que los agricultores se adaptaban a las nuevas condiciones, especialmente en la zona semiárida».

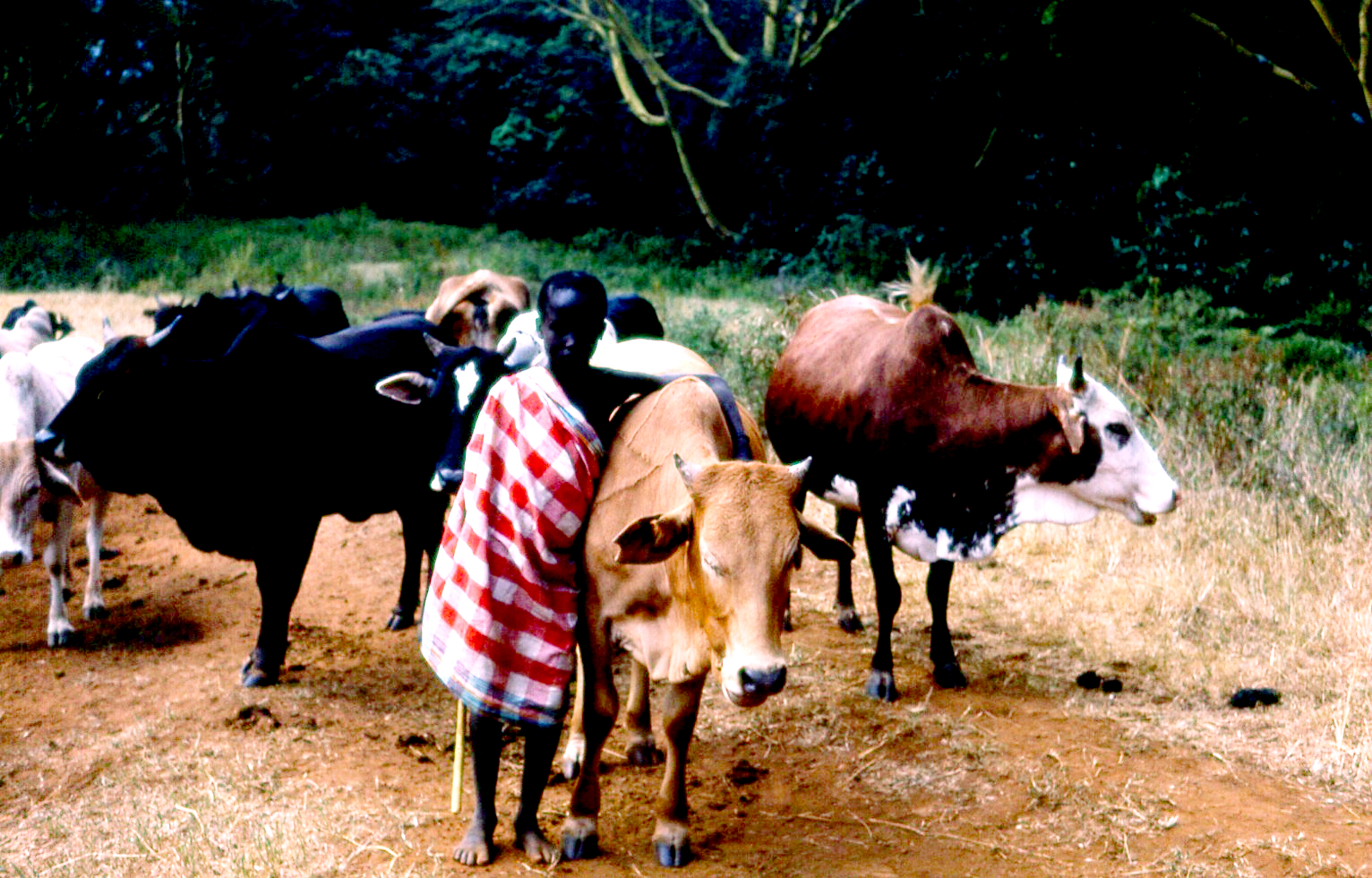
Un joven pastor de ganado masái en Kenia.

En el pasado se afirmó que los pastores nómadas no dejaron presencia arqueológica o se empobrecieron, pero esto ahora ha sido cuestionado, y claramente no fue así para muchos nómadas euroasiáticos antiguos, que han dejado lugares de enterramiento (kurgán) muy ricos. Los sitios de pastoreo nómada se identifican en función de su ubicación fuera de la zona de agricultura, la ausencia de granos o equipos de procesamiento de granos, arquitectura limitada y característica, un predominio de huesos de oveja y cabra, y por analogía etnográfica con los pueblos nómadas de pastoreo moderno. Juris Zarins ha propuesto que el nomadismo pastoral comenzó como un estilo de vida cultural a raíz de la crisis climática del 6200 a. C., cuando los cazadores-recolectores de cerámica harifiense en el Sinaí se fusionaron con los agricultores del periodo de la alfarería preneolítica B para producir la cultura de Munhata, una cultura nómada estilo de vida basado en la domesticación animal, desarrollándose en la cultura yarmoukiense y de ahí en un complejo pastoral nómada circunárabe, y extendiendo las lenguas protosemíticas.
En el Asia Central de la Edad del Bronce, las poblaciones nómadas están asociadas con las primeras transmisiones de granos de mijo y trigo a través de la región que finalmente se convirtió en el centro de la ruta de la seda. En el período medieval en Asia Central, las comunidades nómadas exhibían dietas isotópicamente diversas, lo que sugiere una multitud de estrategias de subsistencia.

## Patrón nómada estacional

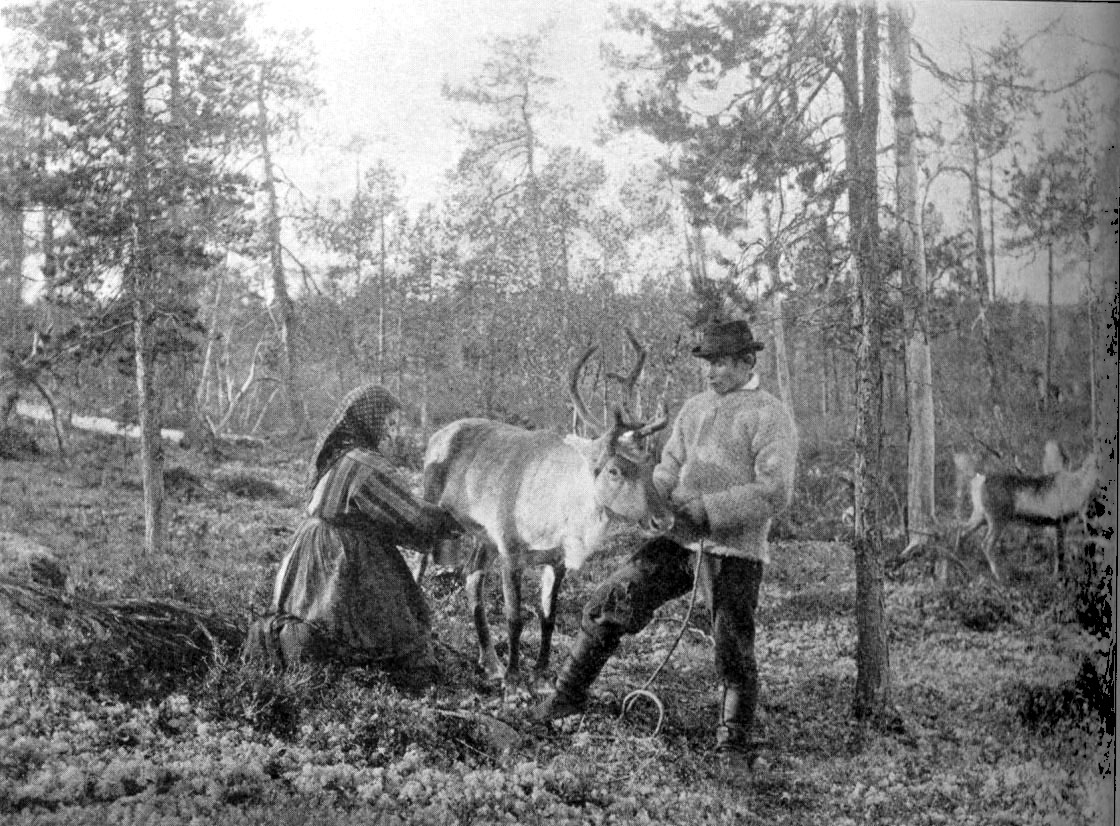
Ordeño de renos en un bosque; Finnmark occidental, finales de 1800

A menudo, los grupos nómadas tradicionales se asientan en un patrón estacional regular de trashumancia. Un ejemplo de un ciclo nómada normal en el hemisferio norte es:
- Primavera (principios de abril a finales de junio): transición
- Verano (finales de junio hasta finales de septiembre): mesetas más altas
- Otoño (mediados de septiembre a finales de noviembre): transición
- Invierno (de diciembre a finales de marzo): llanuras desérticas.[15]

Los movimientos en este ejemplo son alrededor de 180 a 200 km. Los campamentos se establecen en el mismo lugar cada año; A menudo, los refugios semipermanentes se construyen en al menos un lugar de esta ruta de migración.
En subregiones como Chad, el ciclo de pastores nómadas es el siguiente:
- En la temporada de lluvias, los grupos viven en un pueblo destinado a una estancia confortable. Las aldeas suelen estar hechas de material resistente como arcilla. Los ancianos y las mujeres permanecen en este pueblo cuando las otras personas mueven los rebaños en la estación seca.
- En la estación seca, la gente traslada sus rebaños a las aldeas del sur con un carácter más temporal. Luego se trasladan tierra adentro, donde permanecen en tiendas de campaña.

En Chad, los pueblos robustos se llaman hillé, los pueblos menos robustos se llaman dankhout y las tiendas ferik.

## Alrededor del mundo

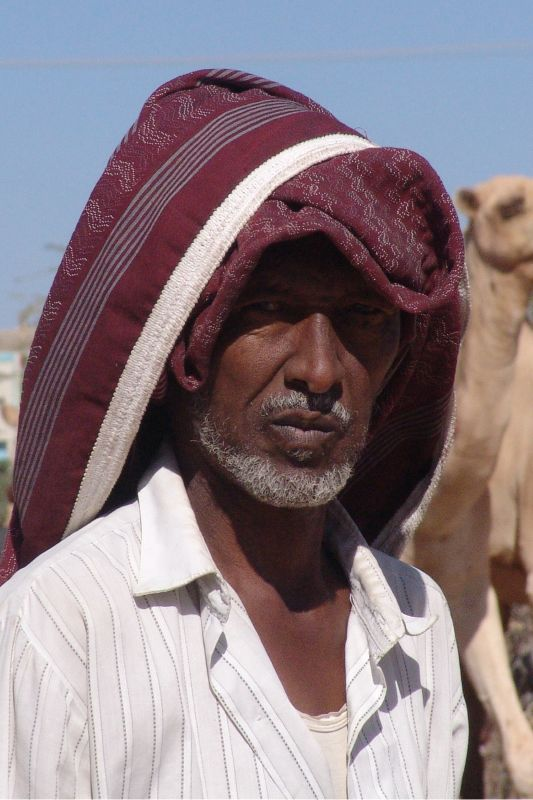
Un comerciante de camellos en Hargeisa, Somalia.

El pastoreo nómada estuvo históricamente extendido en las regiones menos fértiles de la Tierra. Se encuentra en áreas de escasas precipitaciones como la Península arábiga habitada por beduinos, así como el noreste de África habitado por somalíes (donde el pastoreo nómada de camellos, vacas, ovejas y cabras es especialmente común). La trashumancia nómada también es común en áreas de clima severo, como el norte de Europa y Rusia, habitadas por los pueblos indígenas samis, nenets y chukchis. Se estima que hay entre 30 y 40 millones de nómadas en el mundo. Los pastores nómadas y seminómadas forman una minoría significativa pero en declive en países como Arabia Saudita (probablemente menos del 3%), Irán (4%) y Afganistán (como máximo el 10%). Comprenden menos del 2% de la población en los países del norte de África, excepto Libia y Mauritania.
La estepa euroasiática ha estado poblada en gran parte por pastores nómadas desde finales de la prehistoria, con una sucesión de pueblos conocidos por los nombres que les dieron las sociedades sedentarias alfabetizadas circundantes, incluidos los protoindoeuropeos de la Edad del Bronce y, más tarde, los protoindoiranios, escitas, sármatas, cimerios, masagetas, alanos, pechenegos, cumanos, kipchaks, karluks, saka, yuezhi, wusun, jie, xiongnu, xianbei, kitanes, ávaros panonios, hunos, mongoles, zúngaros y varios pueblos túrquicos.
Los mongoles de lo que hoy es Mongolia, Rusia y China, y los tártaros o turcos de Europa del Este y Asia Central eran pueblos nómadas que practicaban la trashumancia nómada en las duras estepas asiáticas. Algunos restos de estas poblaciones son nómadas hasta el día de hoy. En Mongolia, alrededor del 40% de la población sigue viviendo un estilo de vida nómada tradicional. En China, se estima que un poco más de cinco millones de pastores se encuentran dispersos en los condados pastorales y más de 11 millones en los condados semipastoriles. Esto eleva el total de la población de pastores (semi-) nómadas a más de 16 millones, que en general viven en comunidades remotas, dispersas y con pocos recursos.

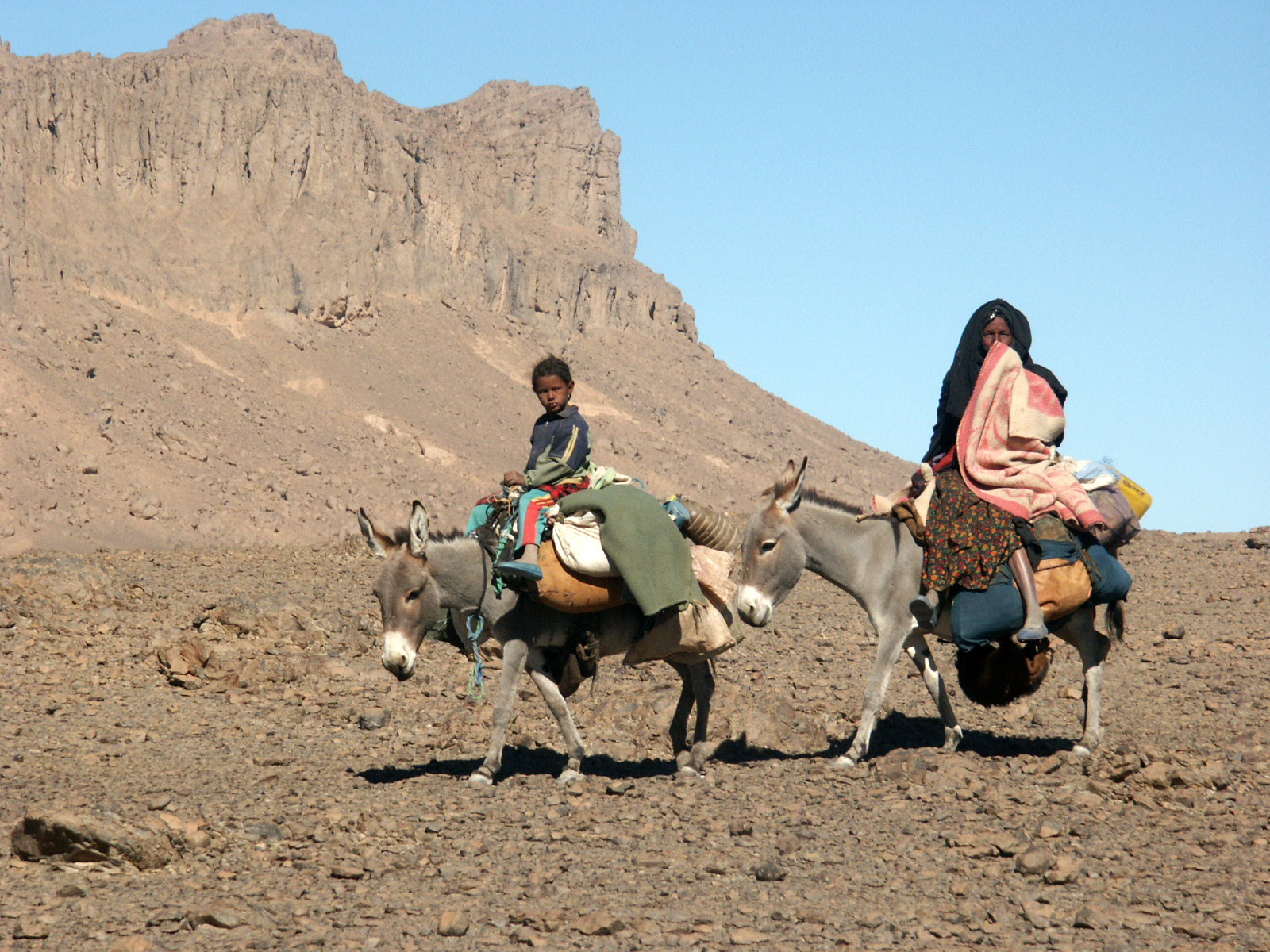
Nómadas tuareg en el sur de Argelia

En las colinas medias y en el Himalaya de Nepal, las personas que viven por encima de los 2000 m practican la trashumancia y el pastoreo nómada porque la agricultura sedentaria se vuelve menos productiva debido a las pendientes pronunciadas, las temperaturas más frías y las posibilidades de riego limitadas. Las distancias entre los pastos de verano y de invierno pueden ser cortas, por ejemplo, en las cercanías de Pokhara, donde un valle a unos 800 metros de altura tiene menos de 20 km de pastos alpinos justo debajo del Annapurna, o las distancias pueden ser 100 km o más. Por ejemplo, en la zona de Rapti unos 100 km al oeste de Pokhara, los Kham Magar mueven sus rebaños entre los pastos de invierno al norte de la India y los pastos de verano en las laderas del sur del Dhaulagiri. En el extremo occidental de Nepal, los tibetanos étnicos que viven en Dolpo y otros valles del norte entre el alto Himalaya trasladaron sus rebaños al norte para pasar el invierno en las llanuras de la cuenca superior del Brahmaputra en el Tíbet propiamente dicho, hasta que esta práctica fue prohibida después de que China conquistara el Tíbet en 1950-1951.
El pueblo nómada sami, un pueblo indígena del norte de Escandinavia y la península de Kola en Rusia, practica una forma de trashumancia nómada basada en renos. En los siglos XIV y XV, cuando la población de renos se redujo lo suficiente como para que los samis no pudieran subsistir solo con la caza, algunos samis, organizados según líneas familiares, se convirtieron en pastores de renos. Cada familia tiene territorios tradicionales en los que pastorea, llegando aproximadamente a la misma hora cada temporada. Sólo una pequeña fracción de samis ha subsistido de la cría de renos durante el siglo pasado; como la parte más colorida de la población, son bien conocidos. Pero como en el resto de Europa, la trashumancia está desapareciendo.
La Mesta fue una asociación de ganaderos (nobleza española y órdenes religiosas) que tuvo un importante papel económico y político en la Castilla medieval. Para preservar los derechos de paso de sus rebaños trashumantes a través de las cañadas, la Mesta actuó contra los pequeños campesinos.
En Chad, los pastores nómadas incluyen los pueblos zaghawa, kreda y mimi. Más al norte, en Egipto y el oeste de Libia, los beduinos también practican el pastoreo.

## Pastoralismo transfronterizo
A veces, los pastores nómadas mueven sus rebaños a través de las fronteras internacionales en busca de nuevos terrenos de pastoreo o para el comercio. Esta actividad transfronteriza ocasionalmente puede generar tensiones con los gobiernos nacionales, ya que esta actividad a menudo es informal y está fuera de su control y regulación. En África Oriental, por ejemplo, más del 95% del comercio transfronterizo se realiza a través de canales no oficiales y el comercio no oficial de ganado en pie, camellos, ovejas y cabras de Etiopía vendidos a Somalia, Kenia y Yibuti genera un valor total estimado de entre 250 y 300 millones de dólares estadounidenses anuales (100 veces más que la cifra oficial). Este comercio ayuda a reducir los precios de los alimentos, aumentar la seguridad alimentaria, aliviar las tensiones fronterizas y promover la integración regional. Sin embargo, también existen riesgos, ya que la naturaleza no regulada e indocumentada de este comercio conlleva riesgos, como permitir que las enfermedades se propaguen más fácilmente a través de las fronteras nacionales. Además, los gobiernos están descontentos con la pérdida de ingresos fiscales y de divisas.
Ha habido iniciativas que buscan promover el comercio transfronterizo y también documentarlo, con el fin de estimular el crecimiento regional y la seguridad alimentaria, pero también para permitir la vacunación efectiva del ganado.